# Кубок наций Персидского залива по футболу 2014
Кубок наций Персидского залива по футболу 2014 — 22-й розыгрыш Кубка наций Персидского залива, который прошёл 13—26 ноября 2014 года в Саудовской Аравии.
Первоначально планировалось, что турнир организует Ирак, но из-за организационных трудностей и соображений безопасности проведение турнира было поручено Саудовской Аравии. Предполагалось, что розыгрыш будет организован в Джидде, но позже было объявлено, что соревнования пройдут в Эр-Рияде.

## Участники и жеребьёвка
Жеребьёвка состоялась 12 августа 2014 года. 8 сборных команд были распределены по четырём корзинам в соответствии с рейтингом ФИФА на июль 2014 года. В первую корзину попали две посеянные команды: Сборная Саудовской Аравии (как хозяин турнира) возглавила группу А и сборная Объединённых Арабских Эмиратов (как победитель предыдущего розыгрыша Кубка) возглавила группу В.
| Корзина | Сборная                      | Количество участий | Лучшие предыдущие выступления                                           | Рейтинг FIFA | Результаты жеребьёвки (группа) |
| 1       | Саудовская Аравия (хозяева)  | 21-е               | Победитель (1994, 2002, 2003)                                           | 78           | А                              |
| 1       | ОАЭ (действующий победитель) | 21-е               | Победитель (2007, 2013)                                                 | 65           | В                              |
| 2       | Оман                         | 20-е               | Победитель (2009)                                                       | 69           | В                              |
| 2       | Катар                        | 22-е               | Победитель (1992, 2004)                                                 | 86           | А                              |
| 3       | Ирак                         | 13-е               | Победитель (1979, 1984, 1988)                                           | 89           | В                              |
| 3       | Бахрейн                      | 22-е               | Второе место (1970, 1982, 1992, 2003)                                   | 105          | А                              |
| 4       | Кувейт                       | 22-е               | Победитель (1970, 1972, 1974, 1976, 1982, 1986, 1990, 1996, 1998, 2010) | 107          | В                              |
| 4       | Йемен                        | 7-е                | Групповой этап (2003, 2004, 2007, 2009, 2010, 2013)                     | 180          | А                              |

## Групповой этап

### Группа А
| М | Команда           | И | В | Н | П | Мячи  | ±  | О |
| - | ----------------- | - | - | - | - | ----- | -- | - |
| 1 | Саудовская Аравия | 3 | 2 | 1 | 0 | 5 − 1 | +4 | 7 |
| 2 | Катар             | 3 | 0 | 3 | 0 | 1 − 1 | 0  | 3 |
| 3 | Йемен             | 3 | 0 | 2 | 1 | 0 − 1 | −1 | 2 |
| 4 | Бахрейн           | 3 | 0 | 2 | 1 | 0 − 3 | −3 | 2 |

И — игры, В — выигрыши, Н — ничьи, П — проигрыши, Мячи — забитые и пропущенные голы, ± — разница голов, О — очки

| Саудовская Аравия | 1:1   | Катар      |
| ----------------- | ----- | ---------- |
| аль-Муваллад 37′  | Отчёт | Маджид 54′ |

| Йемен | 0:0   | Бахрейн |
| ----- | ----- | ------- |
|       | Отчёт |         |

| Йемен | 0:0   | Катар |
| ----- | ----- | ----- |
|       | Отчёт |       |

| Саудовская Аравия                                          | 3:0   | Бахрейн |
| ---------------------------------------------------------- | ----- | ------- |
| аль-Шамрани 26′ · аль-Назаа 54′ (авт.) · Хусейн 70′ (авт.) | Отчёт |         |

| Саудовская Аравия | 1:0   | Йемен |
| ----------------- | ----- | ----- |
| аль-Абед 28′      | Отчёт |       |

| Бахрейн | 0:0   | Катар |
| ------- | ----- | ----- |
|         | Отчёт |       |

### Группа В
| М | Команда | И | В | Н | П | Мячи  | ±  | О |
| - | ------- | - | - | - | - | ----- | -- | - |
| 1 | Оман    | 3 | 1 | 2 | 0 | 6 − 1 | +5 | 5 |
| 2 | ОАЭ     | 3 | 1 | 2 | 0 | 4 − 2 | +2 | 5 |
| 3 | Кувейт  | 3 | 1 | 1 | 1 | 3 − 7 | −4 | 4 |
| 4 | Ирак    | 3 | 0 | 1 | 2 | 1 − 4 | −3 | 1 |

И — игры, В — выигрыши, Н — ничьи, П — проигрыши, Мячи — забитые и пропущенные голы, ± — разница голов, О — очки

| ОАЭ | 0:0   | Оман |
| --- | ----- | ---- |
|     | Отчёт |      |

| Ирак | 0:1   | Кувейт          |
| ---- | ----- | --------------- |
|      | Отчёт | аль-Энези 90+2′ |

| ОАЭ             | 2:2   | Кувейт                      |
| --------------- | ----- | --------------------------- |
| Мабхут 18′, 35′ | Отчёт | Нассер 37′ · аль-Мутауа 39′ |

| Ирак      | 1:1   | Оман               |
| --------- | ----- | ------------------ |
| Касим 14′ | Отчёт | Мубарак 51′ (пен.) |

| ОАЭ             | 2:0   | Ирак |
| --------------- | ----- | ---- |
| Мабхут 50′, 62′ | Отчёт |      |

| Кувейт | 0:5   | Оман                                               |
| ------ | ----- | -------------------------------------------------- |
|        | Отчёт | аль-Мукбали 44′, 90′ · аль-Рузаики 45+3′, 48′, 59′ |

## Стадия плей-офф
|  | Полуфинал           | Полуфинал |                     |           | Финал | Финал |
|  |                     |           |                     |           |       |       |
|  | 23 ноября - Эр-Рияд |           |                     |           |       |       |
|  |                     |           |                     |           |       |       |
|  | Саудовская Аравия   | 3         |                     |           |       |       |
|  | Саудовская Аравия   | 3         | 26 ноября - Эр-Рияд |           |       |       |
|  | ОАЭ                 | 2         |                     |           |       |       |
|  | ОАЭ                 | 2         | Саудовская Аравия   | 1 Катар ' |       |       |
|  | 23 ноября - Эр-Рияд |           | Саудовская Аравия   | 1 Катар ' |       |       |
|  |                     | 2         | 25 ноября - Эр-Рияд |           |       |       |
|  | Оман                | 2         | 25 ноября - Эр-Рияд | 1         |       |       |
|  | Оман                |           |                     | 1         |       |       |
|  | Катар               | 3         |                     |           |       |       |
|  | Катар               | 3         | Матч за 3-е место   |           |       |       |
|  |                     |           |                     |           |       |       |
|  | ОАЭ                 |           |                     |           |       |       |
|  |                     |           |                     |           |       |       |
|  | 1                   | Оман      |                     |           |       |       |
|  | 1                   | Оман      |                     |           |       |       |
|  | 0                   |           |                     |           |       |       |

### Полуфиналы
| Оман      | 1:3   | Катар                                     |
| --------- | ----- | ----------------------------------------- |
| Салех 24′ | Отчёт | аль-Хайдос 36′ (пен.) · Ассадалла 59′ 67′ |

| Саудовская Аравия                                | 3:2   | ОАЭ            |
| ------------------------------------------------ | ----- | -------------- |
| аль-Шамрани 19′ · аль-Абед 22′ · аль-Давсари 86′ | Отчёт | Халил 53′, 79′ |

### Матч за 3-е место
| ОАЭ        | 1:0   | Оман |
| ---------- | ----- | ---- |
| Мабхут 59′ | Отчёт |      |

### Финал
| Саудовская Аравия | 1:2   | Катар                 |
| ----------------- | ----- | --------------------- |
| Карири 16′        | Отчёт | Мухтар 18′ · Хухи 58′ |

| Кубок наций Персидского залива 2014 |
| Катар Третий титул                  |